# Trioza salicivora
Trioza salicivora är en insektsart som beskrevs av Reuter 1876. Trioza salicivora ingår i släktet Trioza och familjen spetsbladloppor. Inga underarter finns listade i Catalogue of Life.